# جيرمين توماس
جيرمين توماس (بالإنجليزية: Jermaine Thomas)‏ هو لاعب كرة قدم أمريكية أمريكي، ولد في 10 يناير 1990.